# Volem esculpir una làpida
Volem esculpir una làpida (en italià: «Vogliamo scolpire una lapide»), també conegut com Stornelli Legionari, és una cançó feixista i antirealista de la República Social Italiana.
La cançó es dirigia explícitament al rei Victor-Emmanuel III i Pietro Badoglio.

## Lletra
| Text original | Traducció |
| --- | --- |
| Vogliamo scolpire una lapide, incisa su l'umile scoglio A morte il marchese Badoglio, noi siamo fascisti repubblicani. A morte il re, viva Graziani, evviva il fascio repubblicano! Vogliamo scolpire una lapide, incisa su pelle di troia A morte la casa Savoia, noi siamo fascisti repubblicani. A morte il re, viva Graziani, evviva il fascio repubblicano! | Volem esculpir una làpida, gravada sobre la humil roca Mort al marquès Badoglio, nosaltres som feixistes republicans. Mort al rei, Visqui Graziani, i visqui el feix republicà! Volem esculpir una làpida, gravada sobre la pell d'una fúrcia Mort a la Casa de Savoia, nosaltres som feixistes republicans. Mort al rei, Visqui Graziani, i visqui el feix republicà! |